# Placogorgia atlantica
Placogorgia atlantica is een zachte koraalsoort uit de familie Plexauridae. De koraalsoort komt uit het geslacht Placogorgia. Placogorgia atlantica werd in 1889 voor het eerst wetenschappelijk beschreven door Wright & Studer. 